# 斯克里皮夫卡河
斯克里皮夫卡河（羅馬化：Skrypivka）是烏克蘭的河流，位於該國西部，發源自塞雷丁齊以西，流經赫梅利尼茨基州，屬於霍莫拉河的左支流，河道全長26公里，流域面積117平方公里。